# Río Perejiles
El río Perejiles (en época medieval conocido como Miedes) es un río de escaso caudal de la península ibérica perteneciente a la cuenca hidrográfica del Ebro, afluente del río Jalón por la margen derecha. 
Nace en la meseta de Campo Romanos en el término municipal de Langa del Castillo y tras recorrer 29 km desemboca en el río Jalón aguas abajo de Calatayud. Sus aguas recorren los municipios de Mara, Miedes, Belmonte de Gracián, Villalba de Perejil y Torres

## Historia y toponimia
El hidrónimo Miedes deriva del topónimo homónimo de la antigua aldea de la Comunidad de Calatayud. En la Baja Edad Media el hidrónimo dio nombre a una sesma de esta comunidad de aldeas, la Sesma del río Miedes, que agrupaba los pueblos del valle de este río dentro de la Comunidad de Calatayud.
Desde hace unos siglos el nombre original de río de Miedes o río Miedes se ha ido sustituyendo por el de río Perejiles o río Perejil ya en un periodo histórico en el que el habla de la comarca se castellanizó. El cambio probablemente se relacione con el nombre de un propietario como Pero Chil, Pere Chil.
Joãel Batista Labanha todavía usaba la denominación río Miedes en 1610-1611, y Jordán de Asso lo denominaba riachuelo de Humiedes en su Historia de la Economía Política de Aragón (1798):

que riegan de Xiloca; de 3662 del Xalón , y 1438 del riachuelo de Humiedes; en todo 7493 anegadas, que en aquel país tienen 2200 varas superficiales

Aparece descrito en el decimoprimer volumen del Diccionario geográfico-estadístico-histórico de España y sus posesiones de Ultramar de Pascual Madoz de la siguiente manera:

MIEDES: vulgarmente perejil: r. de la prov. de Zaragoza que nace de unos manantiales bastante copiosos que hay en el térm. del pueblo de su nombre, part. jud. de Daroca. Créese por algunos que su verdadero nacimiento lo tiene en la fuente de Langa, cuyas aguas se filtran debajo de él y aparecen nuevamente en Miedes. Corre de NE. á SO. dejando á la der. á este último pueblo, asi como á Ruesca y Orera: queda á la izq. Mara, por cuya jurisd. sale del part. para introducirse en el de Calatayud. Baña en este los pueblos de Belmonte, Villalba y Torres, que están á la izq., y Lediles á la der., y después de fecundar la vega de Asna muerta en el térm. de Calatayud, desagua en el r. Jalon por su márg. der. al SO. de Huermeda.
(Madoz, 1848, p. 403)

## Enlaces de interés
- Wikimedia Commons alberga una categoría multimedia sobre Río Perejiles.
- Cuenca hidrográfica del Ebro
- Unión de entidades para el cumplimiento de la Directiva de Aguas en la cuenca del Ebro (CuencaAzul) Archivado el 6 de mayo de 2009 en Wayback Machine.
- Distribución territorial de la Cuenca hidrográfica del Ebro. Visto el 6 de septiembre de 2010.

- Datos: Q13050050